# Нестерова, Наталья Владимировна
Наталья Нестерова (настоящее[уточнить] имя Наталья Владимировна Умеренкова; 1 октября 1955 или 1955, Кадиевка, Ворошиловградская область — 31 января 2022) — российская писательница, журналистка.

## Биография
Родилась 1 октября 1955 года в Кадиевке (ныне Стаханов) Луганской области в семье Нестерова Владимира Порфирьевича, военного, окончившего военное училище в 1945 году, и работавшего на Донбассе мастером на шахте и Нестеровой Александры Семеновны, учителя русского языка и литературы..
Поступила в Ленинградский государственный университет на факультет журналистики. После окончания университета работала на факультете, на кафедре истории журналистики и училась в аспирантуре.
Семья переехала в Москву, куда мужа пригласили на работу. Родился младший сын. Писала статьи на медицинские темы в газете «Труд». В 1998 году работала главным редактором ежемесячной медицинской газеты «Здоровье и мы».
Свою журналистскую карьеру начала с работы старшим редактором в журнале «Пожарное дело». Заведовала разделом биологии и медицины в журнале «Наука и жизнь». Вместе с мужем побывала в длительных загранкомандировках в Мексике и США.
После поступления младшего сына в университет оставила журналистскую практику и начала заниматься литературным творчеством. В 2002 году опубликовала свой первый роман «Уравнение со всеми известными». Также в течение 2002 года опубликовала несколько произведений подряд. До 2008 года романы были опубликованы издательством «Центрполиграф» в сериях «Женские истории», «Мужчина и женщина — Прочти и влюбись!», «Романтические истории» а также в персональной серии.
Сотрудничала с газетой «Известия».
С 2008 по 2010 год сотрудничала с издательством «ОЛМА Медиа Групп», книги издавались в сериях «Сарафанное радио» и «Сарафанное радио-мини».
В своем творчестве автор писала в жанре житейского романа, женского жанра, детективного, включает мистические элементы. Под творческим псевдонимом Наталья Нестерова было опубликовано более 5000000 экземпляров книг.
С 2010 года по момент смерти сотрудничала с издательством «АСТ». Книги автора были включены в серии «Знаменская рекомендует», «Мама в инстаграме», «Разговор по душам», «Лучшие книги российский писательниц». Издательством также выпускались отдельные индивидуальные серии автора «Совет да любовь. Проза Натальи Нестеровой» и «Пазлы. Истории Натальи Нестеровой».
Скончалась 31 января 2022 года.

## Семья
Муж Евгений Евгеньевич Умеренков (род. 1955, Ленинград), журналист. Работал в международном отделе собственным корреспондентом «Комсомольская правда». Являлся собственным корреспондентом в Мексике и США. Руководил Департаментом анализа общественных процессов управления администрации президента РФ по межрегиональным и культурным связям с зарубежными странами находясь на должности референта. Награждён медалью ордена «За Заслуги перед Отечеством» II Степени.
Сыновья Никита Умеренков (род. 1978, Ленинград), юрист. Окончил юридический факультет МГУ в 2000 году, второе высшее — экономический факультет Высшей школы экономики в 2007 году. Дмитрий Умеренков (род. 1981, Москва), математик, программист. Окончил в 2002 году факультет вычислительной математики и кибернетики МГУ. Есть внуки.

#### Отдельные произведения
- Отпуск по уходу (М.: «ОЛМА Медиа Групп», 2006)
- Бабушка на сносях" (М.: «Центрполиграф», 2004)[10]
- Воспитание мальчиков (М.: «Центрполиграф», 2010) автобиографаческая повесть[3][16]
- Вызов врача (М.: «Центрполиграф», 2005)
- Выйти замуж (М.: «Центрполиграф», 2004)
- Грезиетка (М.: «АСТ», 2009)
- Гости съезжались на дачу (М.: «АСТ», 2021)
- Двое, не считая призраков (М.: «Центрполиграф», 2002)
- Девушка с приветом (М.: «Центрполиграф», 2002)
- Дом учителя (М.: «АСТ», 2019)[17]
- Когда часы 12 бьют. Новогодние сказки (М.: «АСТ», 2017)
- Зефир в шоколаде (М.: «ОЛМА Медиа Групп», 2008)
- Кошки-мышки (М.: «АСТ», 2018)
- Лотерея (М.: «АСТ»)
- Между нами, девочками (М.: «АСТ», 2021)
- Неподходящий жених (М.: «АСТ», 2012)
- Палата №… (М.: «АСТ», 2021)
- Обратный ход часов (М.: «ОЛМА Медиа Групп», 2006)
- Объявление в газете (М.: «Астрель», 2011)
- Отелло в юбке (М.: «АСТ», 2004)
- Отпуск по уходу (М.: «АСТ», 2010)[18]
- Переходный возраст (М.: «АСТ», 2006)
- Папа шутит (М.: «АСТ», 2008)
- Позвони в мою дверь (М.: «Центрполиграф», 2003)[3]
- Полина Сергеевна (М.: «АСТ», 2018)
- Потерять сознание (М.: «АСТ», 2006)
- Про девушку, которая была бабушкой (М.: «АСТ», 2018)
- Карантин (М.: «АСТ», 2009)
- Конфликт хорошего с лучшим (М.: «АСТ», 2009)
- Сделайте погромче! (М.: «АСТ», 2013)
- Средство от облысения (М.: «АСТ», 2021)
- Стоянка запрещена (М.: «АСТ», 2010)
- Татьянин дом (М.: «Центрполиграф», 2002)
- Из породы собак (М.: «АСТ», 2004)
- Театр двойников (М.: «Центрполиграф», 2004)
- Тихий ангел (М.: «АСТ», 2008)
- Точки над «Ё» (М.: «АСТ», 2009)[18]
- Трусы доярки (М.: «АСТ», 2006)
- Укус змеи (М.: «АСТ», 2010)
- Уравнение со всеми известными (М.: «Центрполиграф», 2002)
- Фантазерка (М.: «АСТ», 2009)
- Целую ручки (М.: «АСТ», 2013)
- Школа для толстушек (М.: «Центрполиграф», 2003)[3]

#### Сборники
- Хорошее настроение (сборник) (М.: «АСТ», 2011)
- Ты не слышишь меня (сборник) (М.: «АСТ», 2009)
- Солнечное настроение (сборник совместно с произведенями других авторов) (М.: «АСТ», 2011)
- Жребий праведных грешниц (сборник) (Наследники, Сибиряки, Возвращение, Стать огнем) (М.: «АСТ», 2019)[19][20]
- Стоянка запрещена (сборник) (М.: «АСТ», 2016)
- Портрет семьи (сборник) (М.: «АСТ», 2012)
- Простите меня! (сборник) (М.: «АСТ», 2009)
- Сарафанное радио и другие рассказы от первого лица (сборник) (М.: ОЛМА Медиа Групп", 2006)
- Однажды вечером (сборник) (М.: «АСТ», 2009)
- Милые бранятся (сборник) (М.: «АСТ», 2013)
- О любви (сборник) (М.: «АСТ/Астрель», 2005)
- Любовь без слов (сборник) (М.: «АСТ», 2014)
- Ищите кота (сборник) (М.: «АСТ», 2014)
- Испекли мы каравай (сборник) (М.: «АСТ», 2018)
- Немного волшебства (сборник трех романов: «Двое, не считая призраков», «Обратный ход часов», «Сделайте погромче», М.: «АСТ», 2018)
- Конкурс комплиментов и другие рассказы от первого лица (сборник) (М.: «АСТ», 2011)
- Давай поженимся! (сборник) (М.: «Астрель», 2010)
- За стеклом (сборник) (М.: «АСТ», 2011)
- А в остальном, прекрасная маркиза… (сборник рассказов) (М.: «Астрель», 2010)
- Устное народное творчество пациентов (сборник) (М.: «АСТ», 2016)
- Лялька, или Квартирный вопрос (сборник) (М.: «АСТ», 2016)
- Манекен (сборник) (М.: «АСТ», 2015)
- Мужчины тоже люди (Комплект из 5 книг) (М.: «АСТ»)
- Встать, суд идет! (сборник) (М.: «АСТ», 2019)

## Экранизация
- «Уравнение со всеми известными» — 2008 г. (производство кинокомпании «Русское», жанр — мелодрама, режиссёр — Роман Просвирин, в главных ролях Ольга Будина, Татьяна Абрамова и др., 4 серии)[21][22]
- «Позвони в мою дверь» — 2009 г. (производство кинокомпании «Русское», жанр — мелодрама, режиссёр — Роман Просвирин, в главных ролях Карина Разумовская, Алексей Зубков и др., 4 серии)[23].
- «Школа для толстушек» — 2010 г. (производство кинокомпании «Русское», жанр — детектив, комедия, режиссёр — Станислав Назиров, в главных ролях Анна Ардова, Инга Оболдина и др., 2 серии)[18][24].